# AT-X
AT-X (アニメシアターX, Anime Shiatā X; lit. "Anime Theater X") é um canal de televisão japonês de anime que pertence a  AT-X, Inc. (株式会社エー・ティー・エックス, Kabushiki kaisha Ē-Tī-Ekkusu). A AT-X, Inc. foi fundada em 26 de junho de 2000 como uma subsidiária da TV Tokyo Medianet que, por sua vez, é subsidiária da TV Tokyo. Sua sede está em Minato, Tóquio. O canal transmite animes via satélite e por cabo desde 24 de dezembro de 1997.